# Международная фонетическая ассоциация
Междунаро́дная фонети́ческая ассоциа́ция (МФА; англ. International Phonetic Association; фр. Association phonétique internationale) — международная научная организация, ставящая своей целью развитие фонетики и различных практических её приложений, в частности распространение фонетического метода преподавания иностранных языков. Основана в Париже (1886) как Фонетическая ассоциация преподавателей живых языков (переименована в 1897).
Одна из центральных задач МФА — пропаганда наиболее распространённого из всех существующих международного фонетического алфавита (принят во всех пособиях по фонетике западноевропейских языков), созданного в 1888 году и пересмотренного в последний раз в 2005 году. МФА издавал журнал «Le Maître Phonétique» (1886—1971), в котором публиковались транскрибированные тексты на различных языках мира и статьи по общей и частной фонетике, а также приложения к журналу — брошюры с разнообразной фонетической тематикой.  Например, в 1911 году вышел очерк русского произношения Л. В. Щербы, в котором впервые было дано определение фонемы как смыслоразличительной звуковой единицы. Современное название журнала (с 1971) – «Journal of the International Phonetic Association» (выходит 2 раза в год). Штаб-квартира МФА — в Лондоне. Рабочие языки — французский и английский.